# Жаркі-Мале
Жаркі-Мале (пол. Żarki Małe, нім. Klein Särchen) — село в Польщі, у гміні Тшебель Жарського повіту Любуського воєводства.
Населення — 64 особи (2011).
У 1975-1998 роках село належало до Зеленогурського воєводства.

## Демографія
Демографічна структура станом на 31 березня 2011 року:
|          | Загалом | Допрацездатний вік | Працездатний вік | Постпрацездатний вік |
| -------- | ------- | ------------------ | ---------------- | -------------------- |
| Чоловіки | 35      | 8                  | 22               | 5                    |
| Жінки    | 29      | 3                  | 17               | 9                    |
| Разом    | 64      | 11                 | 39               | 14                   |